# Elko New Market
Elko New Market es una ciudad ubicada en el condado de Scott en el estado estadounidense de Minnesota. En el Censo de 2010 tenía una población de 4110 habitantes y una densidad poblacional de 472,99 personas por km².

## Geografía
Elko New Market se encuentra ubicada en las coordenadas 44°34′2″N 93°20′18″O / 44.56722, -93.33833. Según la Oficina del Censo de los Estados Unidos, Elko New Market tiene una superficie total de 8.69 km², de la cual 8.69 km² corresponden a tierra firme y (0%) 0 km² es agua.

## Demografía
Según el censo de 2010, había 4110 personas residiendo en Elko New Market. La densidad de población era de 472,99 hab./km². De los 4110 habitantes, Elko New Market estaba compuesto por el 92.48% blancos, el 1.61% eran afroamericanos, el 0.27% eran amerindios, el 3.14% eran asiáticos, el 0.02% eran isleños del Pacífico, el 0.24% eran de otras razas y el 2.24% pertenecían a dos o más razas. Del total de la población el 2.34% eran hispanos o latinos de cualquier raza.